# زخم تناسلی
زخم تناسلی (به انگلیسی: Genital ulcer) در ناحیه تناسلی اتفاق می‌افتد و معمولاً توسط یکی از بیماری‌های آمیزشی مانند تبخال دستگاه تناسلی، سیفیلیس یا شانکروئید به وجود می‌آید. زخم تناسلی خطر ابتلای اچ‌آی‌وی را تا حدود پنج برابر افزایش می‌دهد.
زخم تناسلی به طور قطعی نشانگر بیماری‌های آمیزشی نیست و ممکن است در بیمارهای مبتلا به بیماری راه ابریشم، لوپوس منتشر یا روماتیسم مفصلی هم اتفاق بیافتد.